# Lorena da Silva Leite
Lorena da Silva Leite   (Ituverava, 6 de maig de 1997), coneguda esportivament com Lorena, és una portera de futbol brasilera. És jugadora del Grêmio Porto Alegre i de la selecció absoluta del Brasil.

## Carrera esportiva

### Club
Nascuda el 1997 a Ituverava, estat de São Paulo, Lorena va jugar en diversos clubs en la seva etapa formativa: Bangu, Grêmio de Porto Alegre i l'AD Centro Olímpico. El seu primer club en categoria absoluta va ser Sport Recife, al que va arribar l'any 2017.
Dues temporades després, va ser contractada pel Grêmio Porto Alegre, on ja havia jugat en categories inferiors. Els primers anys va ser suplent de l'experimentada Raíssa Tayná, però quan aquesta va deixar el club el 2021, es va fer amb la titularitat. El març de 2023, mesos després de guanyar la Copa Amèrica amb la selecció, va patir una greu lesió al lligament encreuat anterior de la cama esquerra. Va passar per quiròfan i va perdre's tota la temporada, incloent la disputa del Mundial. No obstant, el Grêmio va demostrar la seva confiança en la recuperació de la jugadora, i va estendre el seu contracte —que finalitzava a finals d'aquell any— fins al desembre de 2025.

### Selecció nacional
Va ser convocada per a la Copa del Món Femenina de Futbol Sub-20 de 2016, però no va arribar a disputar cap minut.
Va debutar amb la selecció sènior el 2021. Després de ser convocada per primera vegada al maig, va poder debutar en un torneig amistós disputat a Manaus el 29 de novembre, en una victòria per 4-1 contra Veneçuela. Un any més tard, va aconseguir un lloc en la plantilla de l'equip a la Copa Amèrica de 2022. Allà es va convertir en la portera habitual i van guanyar el torneig amb una victòria per 1-0 a Colòmbia, a més de coronar-se com la millor portera del campionat. El triomf va donar a l'amarela la classificació per disputar la Copa del Món de 2023, però la lesió que va patir Lorena aquella temporada no va permetre-la ser convocada.

## Palmarès

### Club
- Campionat gaúcho: 2022.[9]

### Selecció
- Copa Amèrica: 2022.[8]

### Distincions individuals
- Millor portera de la Copa Amèrica: 2022.[8]